# Баула Сергій Миколайович
Сергі́й Микола́йович Бау́ла (нар. 11 травня 1970 — 23 травня 2016) — сержант Збройних сил України, учасник російсько-української війни.

## Життєпис
Народився 1970 року в місті Іркутськ. Проживав в місті Київ, Деснянський район, де закінчив загальноосвітню школу. В рядах РА пройшов війну в Афганістані. З перших днів брав активну участь у Революції Гідності. В серпні 2014 року пішов добровольцем у 2-гу «афганську» штурмову роту батальйону «Айдар»; з перших днів брав безпосередню участь у боях на сході України, пройшов найгарячіші точки. Сержант, командир гранатометного відділення 3-го штурмового взводу 2-ї «афганської» штурмової роти, 24-й окремий штурмовий батальйон «Айдар». 29 липня 2015 року померла дружина Юлія.
23 травня 2016 року під час бою поблизу села Тарамчук (Мар'їнський район) бійці «Айдару» виїхали на місце падіння ворожого безпілотника, для цього пройшли на 3 км в бік окупованого Докучаєвська, та наїхали на протитанкову міну. Внаслідок підриву загинули Сергій Баула та молодший сержант Микола Куліба.
Без Сергія лишились батьки, брат та 2 сини — Олександр і Микита, якими опікуються дружина Нонна Баула від першого шлюбу, «айдарівці» та бабуся, мати померлої дружини — Тетяна Дечева.
26 травня 2016 року похований в Києві, Лісове кладовище, Алея Героїв.

## Нагороди та вшанування
- указом Президента України № 310/2016 від 23 липня 2016 року «за особисту мужність і високий професіоналізм, виявлені у захисті державного суверенітету та територіальної цілісності України, вірність військовій присязі» — нагороджений орденом «За мужність» III ступеня (посмертно)[1]
- в київській школі, котру закінчив Сергій, у травні 2018 року відкрито меморіальну дошку його честі.